# 矢上裕
矢上 裕（やがみ ゆう、1969年7月11日 - ）は、日本の漫画家。兵庫県尼崎市出身。空手道拳道会に所属する空手家でもある。カレー好きで有名。

## 略歴
大阪産業大学を中退後、上京。衣谷遊のアシスタントをした経験がある。
1991年、『月刊コミックコンプ』にて『日替わり矢上ランド』で連載デビュー。その後、『エルフを狩るモノたち』を『月刊電撃コミックガオ!』にて連載、アニメ化に至る。2006年に『ヒッカツ!』の連載を終了後は、『週刊少年チャンピオン』『コミックチャージ』など他誌へ活動の場を移している。
2011年空手道拳道会第25回全国選手権、マスターズ組手部門で優勝。

## 漫画
| エルフを狩るモノたち           | 月刊電撃コミックガオ!  | 1994年–2002年 | 全22巻       |              |
| エルフを狩るモノたちリターンズ | 月刊電撃コミックガオ!  | 2007年–2008年 | 全1巻        |              |
| エルフを狩るモノたち2          | COMIC メテオ           | 2013年-2018年 | 全10巻       |              |
| その冒険者キケンにつき         | 月刊電撃コミックガオ!  | 1997年        | 全1巻        | 短編集       |
| 日替わり矢上ランド             | 月刊電撃コミックガオ!  | 1998年        | 全1巻        | 短編集       |
| 住めば都のコスモス荘           | 電撃Animation magazine | 2000年–2001年 | 全3巻        | 阿智太郎原作 |
| 住めば都のコスモス荘           | 月刊電撃コミックガオ!  | 2003年–2004年 | 全3巻        | 阿智太郎原作 |
| Go West!                       | 月刊電撃コミックガオ!  | 2002年–2004年 | 全4巻        |              |
| ヒッカツ!                      | 月刊電撃コミックガオ!  | 2005年–2006年 | 全3巻        |              |
| 赤い稲妻                       | 週刊少年チャンピオン   | 2007年        | 短期集中掲載 |              |
| 打撃女医サオリ                 | コミックチャージ       | 2008年–2009年 | 全2巻        |              |
| アゲハを追うモノたち           | ヤングエース           | 2009年–2010年 | 全4巻        |              |
| 環境保護隊モッタイ9            | FlexComixネクスト      | 2011年-2012年 | 全3巻        |              |
| 魔術士オーフェン 無謀編        | comicコロナ            | 2018年-2021年 | 全6巻        | 秋田禎信原作 |

## その他の作品
- 阿智太郎『住めば都のコスモス荘』（電撃文庫刊、1999年–2003年、全6巻）イラスト
- Webアニメ『やわらかめ♡』（BeeTV、2009年–2010年）ストーリー・キャラクター原案（たあたんちぇっくと連名）
- 日日日・佐倉はなつみ+倉本雅弘『大奥のサクラ』（ファミ通コミッククリア連載、2013年-2014年、全2巻）コミカライズ構成
- エルフをガールズ&パンツァー (MFコミックス アライブ 『ガールズ&パンツァー 劇場版 ハートフル・タンク・アンソロジー』、2016年) アンソロジーコミック
- 恋愛暴君（2017年）第6話エンドカードイラスト
- すずすけ・しばの番茶『隻眼・隻腕・隻脚の魔術師－森の小屋に籠っていたら早2000年。気づけば魔神と呼ばれていた。僕はただ魔術の探求をしたいだけなのに－』（コロナEX連載（コミックシーモア先行掲載）、2023年-連載中）コミカライズ構成